# Champigny en Rochereau
Champigny en Rochereau község Franciaország Új-Aquitania régiójában, Vienne megyében. Új községként 2017. január 1-jén jött létre Champigny-le-Sec és Le Rochereau korábbi község egyesítésével. 
Az egyesüléskor az új község lélekszáma 1892 fő lett. Lakosainak száma 1890 fő (2022. január 1.).

## Népesség
| Lakosok száma | 1903 | 1925 | 1943 | 1961 | 1938 | 1914 | 1890 |
|               | 2015 | 2017 | 2018 | 2019 | 2020 | 2021 | 2022 |